# یواس‌اس ال‌اس‌تی-۷۶۱
یواس‌اس ال‌اس‌تی-۷۶۱ (به انگلیسی: USS LST-761) یک کشتی بود که طول آن ۳۲۸ فوت (۱۰۰ متر) بود. این کشتی در سال ۱۹۴۴ ساخته شد.